# Bānī Golān
Bānī Golān (persiska: بانی گلان) är en ort i Iran.   Den ligger i provinsen Kermanshah, i den västra delen av landet, 500 km väster om huvudstaden Teheran. Bānī Golān ligger 1 589 meter över havet och antalet invånare är 109.
Terrängen runt Bānī Golān är kuperad.Runt Bānī Golān är det ganska tätbefolkat, med 72 invånare per kvadratkilometer. Närmaste större samhälle är Javānrūd, 17,7 km nordost om Bānī Golān. Trakten runt Bānī Golān består i huvudsak av gräsmarker.